# Adrien Couret
Adrien Couret   (Villecresnes, 10 de novembre de 1983) és el director executiu de l'organització HEC Alumni de juny de 2021 a juny de 2024 i el director d'Aéma Groupe.

## Biografia
Adrien Couret va estudiar al Lycée Saint-Louis abans d'incorporar-se a HEC Paris (Master of Science en Management). També és llicenciat a l'IAE France i al Centre d'études actuarielles.
Couret comença la seva carrera a Macif, una companyia d'assegurances francesa el 2008. Va esdevenir director general adjunt l'abril de 2015 i després director general el maig de 2019.
Mentrestant, s'incorpora a OFI Asset Management com a Administrador el juny de 2014. Va esdevenir CEO el juliol de 2020.
El gener de 2021 és nomenat director general d'Aéma groupe.
Couret és també vicepresident de l'Association des Assureurs Mutualistes des de juny de 2019 i CEO d'HEC Alumni des de juny de 2021 a juny de 2024. El substitueix Hortense de Roux.